# Wildfire Games
Wildfire Games és una empresa desenvolupadora de videojocs lliures independent, fundada el 2001 com a equip de game modding. Actualment està desenvolupant dos jocs d'estratègia en temps real. També ha desenvolupat el motor de videojocs Pyrogenesis, que s'utilitza a 0 A.D., i mods d'altres jocs.

## Història
Wildfire Games va començar com a estudi de mods del joc Age of Empires II. Al principi, pensaven desenvolupar 0 A.D. com a mod, però després el van fer com a joc independent per les restriccions d'Age of Empires.

## Jocs
Actualment, Wildfire Games està desenvolupant 0 A.D., que es publicarà en dues parts: la primera explorarà el temps abans de Crist i la segona el de després de Crist.
| Títol                             | Gènere                   | Estat              |
| --------------------------------- | ------------------------ | ------------------ |
| 0 A.D. Part I - Empires Ascendant | Estratègia en temps real | En desenvolupament |
| 0 A.D. Part II                    | Expansió                 | En planificació    |

## Reconeixements
- Top 100 Best Mods and Indies of 2008[3]